# 구이세역
구이세역(일본어: 杭瀬駅, くいせえき)은 일본 효고현 아마가사키시에 있는 한신 전기철도 본선의 역이다. 역 번호는 HS 07이다. 한신 본선의
역 중 효고 현 최동단에 위치한다.

## 역사
과거에는 한신 고쿠도 선의 기타쿠이세까지 연결선(여객 영업은 없었음)이 분기하였지만 고쿠도 선과 함께 폐지되어 현존하지 않는다.
- 1905년 4월 12일: 영업 개시.
- 1930년 6월: 고쿠도 선에 대한 연결선 개통.
- 1967년 11월 12일: 본선의 고가선 전압 승압(직류 600V → 1,500V)에 따라 연결선은 중단 상태로 됨.
- 1975년 5월 6일: 고쿠도 노선 폐지와 함께 연결선도 폐지됨.
- 1978년 6월 10일: 본선 히메지마 역 ~ 다이모쓰 역간 고가화 공사 완공으로 고가역이 됨.
- 2009년 3월 20일: 본선 준급 설정 폐지로 전 우등 열차 통과역이 됨.
- 2014년 4월 1일: 역 번호 도입.

## 역 구조
상대식 승강장 2면 2선의 구조이고 커브 상에 있는 고가역이다. 분기기, 절대 신호가 없어 정류장으로 분류된다. 플랫폼 상에는 대합실도 설치되어 있다. 우메다 방향 승강장은 전차와 틈이 넓은 부분이 있다. 개찰구와 대합실은 2층, 승강장은 3층에 있다. 개찰구는 1개소만 존재한다. 엘리베이터 탑에는 가로 1.5m × 세로 0.7m의 거대한 한신 전기철도의 사장이 걸려 있다.

### 승강장
| 번호 | 노선   | 방향 | 행선                                             |
| ---- | ------ | ---- | ------------------------------------------------ |
| 1    | ■ 본선 | 상행 | 노다・우메다 방면                                |
| 2    | ■ 본선 | 하행 | 아마가사키・고베 (산노미야)・아카시・히메지 방면 |

※ 실제로는 구내에 승강장 번호 표기는 없지만, 공식 사이트 내 그림에서는 상행 승강장이 1번, 하행 승강장이 2번 정류장으로 알려졌다. 승강장 유효 길이는 6량 편성분이다.

## 역 주변
역 고가시타에는 1979년 4월 20일, 상업 시설"역의 거리 구이세"가 영업이 시작되었다. 2013년 8월 2일부터 리뉴얼 공사가 시작되었고, "Yotte구이세"로 2014년 5월 9일에 오픈. 데일리 카나트 이즈미야, 캔도우, 교자노만쥬 등이 신규로 입점하였다.
- 미야마에 공원
- 구이세구마노 신사
- 국도 2호
- 아마가사키 구이세 우체국
- 미쓰이스미토모 은행 구이세 지점
- 구이세혼마지 상가
- 구이세 시장
- 아마가사키 시립 구이세 초등학교
- 구이세 단지
- 가지가시마스미요시 신사
- 신코 궁
- 렌고(주) 아마가사키 공장

## 버스 노선
한신버스가 발착. 역 고가 아래에 아마가사키 시내선이 발착하는 '한신 구이세' 정류장이 있고, 국도 2호선(한신국도) 위에는 한신선(현재는 구이세 다카라즈카선만 운행)이 발착하는 '한신 구이세역북' 정류장이 있다.
| 정류장명        | 승강장 | 노선명              | 목적지              | 비고                          |
| --------------- | ------ | ------------------- | ------------------- | ----------------------------- |
| 한신 구이세     | 1      | 12                  | 한큐 츠카구치       |                               |
| 한신 구이세     | 1      | 24                  | 한큐 소노다         | 아마가사키 교통사업 진흥 위탁 |
| 한신 구이세     | 1      | 50-2                | 한신 데야시키       | 평일 낮에만 운행              |
| 한신 구이세     | 2      | 51                  | JR 아마가사키(남쪽) |                               |
| 한신 구이세역북 | -      | 구이세 다카라즈카선 | 다카라즈카          |                               |

## 인접역
| 한신 전기철도 ■ 본선     | 한신 전기철도 ■ 본선 | 한신 전기철도 ■ 본선         |
| ------------------------ | -------------------- | ---------------------------- |
| HS 06 지부네 우메다 방면 | ■ 보통               | 다이모쓰 HS 08 신카이치 방면 |